# カベルナリア吉田
カベルナリア 吉田（カベルナリア よしだ、本名：大野 道弘（おおの みちひろ）、1965年 - ）は、北海道生まれ、千葉県佐倉市育ちの紀行エッセイスト。ペンネームは自身のファンである女子プロレスラー吉田万里子の必殺技カベルナリアからとった。

## 来歴・人物
早稲田大学を卒業後、読売新聞社、女性雑誌『SAY』編集、情報雑誌『オズマガジン』増刊編集長を経て、2002年よりフリーとなった。日本トランスオーシャン航空の機内誌｢Coralway｣、島旅雑誌｢島へ。｣、旅行ガイド「沖縄・離島情報」にもエッセイを提供。

## 作品
- マヨネーズ大全	データハウス	2002
- フェリーボートで行こう! : スロー・トラベル	東京書籍	2002
- 各駅下車で行こう! : スロー・トラベル	東京書籍	2003
- 島めぐりフェリーで行こう! : スロー・トラベル	東京書籍	2003
- 沖縄の島へ全部行ってみたサー	東京書籍	2004
- オキナワ宿の夜はふけて	東京書籍	2005
- 沖縄自転車!	東京書籍	2006
- 沖縄へこみ旅	交通新聞社	2007
- 沖縄24時間 : ウチナーンチュの世界を訪ねて	ダイヤモンド社(旅の雑学ノート)　※ヒヤ小林共著	2008
- ひたすら歩いた沖縄みちばた紀行	彩流社	2009
- 1泊2日の小島旅	阪急コミュニケーションズ	2009
- 沖縄ディープインパクト食堂	アスペクト	2010
- 日本の島で驚いた	交通新聞社	2010
- 旅する駅前、それも東京で!?	彩流社	2010
- 沖縄の島へ全部行ってみたサー<文庫版>	朝日新聞出版(朝日文庫)	2010
- オキナワマヨナカ	アスペクト	2011
- 沖縄の島を自転車でとことん走ってみたサー<文庫版>	朝日新聞出版(朝日文庫)	2011
- カベルナリア吉田の沖縄バカ一代 [1]	林檎プロモーション	2011
- カベルナリア吉田の沖縄バカ一代 [2]	林檎プロモーション	2013
- 絶海の孤島	イカロス出版	2012
- さすらいの沖縄伝承男(マン)	林檎プロモーション	2012
- さらにひたすら歩いた沖縄みちばた紀行	彩流社	2013
- 東京ワンデイスキマ旅	彩流社	2013
- 熱い支線 : 見知らぬ小さな駅から、旅が始まる	三栄書房 (サンエイムック)	2013
- 沖縄・奄美の小さな島々	中央公論新社 (中公新書ラクレ)	2013
- 石垣宮古ぐだぐだ散歩	イカロス出版	2014
- ムカたびジャパーン!	彩流社	2014
- 絶海の孤島 : 驚愕の日本がそこにある<増補改訂版>	イカロス出版	2015
- 沖縄戦546日を歩く	彩流社	2015
- 肉の旅 : まだ見ぬ肉料理を求めて全国縦断!	イカロス出版	2016
- おとなの「ひとり休日」行動計画 : 首都圏日帰り版	WAVE出版	2018
- 狙われた島 : 数奇な運命に弄ばれた19の島	アルファベータブックス	2018
- 突撃!島酒場 : 日本縦断ほろ酔い島めぐり	イカロス出版	2018
- 沖縄戦546日を歩く<増補新版>	彩流社	2018
- 何度行っても変わらない沖縄	林檎プロモーション	2018
- ビジホの朝メシを語れるほど食べてみた : 全国ビジネスホテル朝食図鑑	ユサブル	2019
- ニッポンのムカつく旅	彩流社	2019